# Ханука
Ханука (иврит:חנוכה) е еврейски празник. Започва в 25-ия ден на еврейския месец кислев (ноември/декември).

## Легенда
В юдаизма празникът е напомняне за повторното освещаване на Храма в Йерусалим през 168 г. пр.н.е. (3597 г. от Сътворението на света по еврейския календар). То се свързва според преданието с бунта на Макавеите срещу властта на Селевкидите над Юдея и с отстраняването от Храма (Вторият Йерусалимски храм)  на езическия олтар, поставен като част от прокарваната от тях политика на елинизация на Изтока. Еврейската традиция твърди, че в Йерусалим тогава е останало ритуално масло достатъчно само за 1 ден (по еврейския календар това е времето приблизително от залез до залез), но благодарение на чудо маслото гори 8 дена - до приготвянето на новото.

## Свещник за Ханука
Свещникът по случай Ханука, наричан „ханукия“ наподобява т.нар. менора, но не е идентичен с нея. Менората е излята от цял къс злато. Според легендата е украсена с цветя, клонки, птици и е неописуема със своята красота. Основната отлика във формата е, че менората има само 7 свещи, докато свещникът ханукия е с 9 свещи. Централната се пали в началото на празника и в осемте дни на празника от нея всеки ден се прехвърля огън в по една нова свещ от свещника. Често вместо свещи се използва и маслиново масло (зехтин). Ритуалът е възпоминание за успехите на Макавеите и за чудото, което се смята, че е станало с ритуалното масло.

## Празненства
Подобно на християнската Коледа, Ханука минава сред евреите за семеен празник. Празникът е особено популярен сред децата, защото получават подаръци и лакомства в продължение на 8 дни. По време на тържествата се изпълняват специални празнични песни. Консумират се предимно ястия, приготвени в растителна мазнина, напомняща за ритуалното масло в Храма. Най-разпространени са картофените палачинки „латкес“ и поничките с пълнеж от сладко „суфганиот“.

## Дати
- Залез, 22 декември 2019 г. – падане на нощта, 30 декември 2019 г.[1]
- Залез, 10 декември 2020 г. – падане на нощта, 18 декември 2020 г
- Залез, 28 ноември 2021 г. – падане на нощта, 6 декември 2021 г[2]
- Залез, 18 декември 2022 г. – падане на нощта, 26 декември 2022 г
- Залез, 7 декември 2023 г. – падане на нощта, 15 декември 2023 г
- Залез, 25 декември 2024 г. – падане на нощта, 2 януари 2025 г